# X (래퍼)
X는 대한민국의 가수다. 2017년 싱글 《COLLABO》로 데뷔했다.

## 방송
- 쇼미더머니 8 (2019) - Top54

## 음반
- COLLABO (2017)
- 놀이터 (2018)
- SLOW DOWN (2018)